# بريت بارون
بريت بارون (بالإنجليزية: Britt Baron)‏ هي ممثلة أمريكية، (ولدت في وايت بلينس في الولايات المتحدة 1995  م).

## وصلات خارجية
- بريت بارون على موقع IMDb (الإنجليزية)
- بريت بارون على موقع قاعدة بيانات الفيلم (الإنجليزية)